# Martin Casanova
Martin Stua Casanova (* 15. Februar 1991 in Bruneck) ist ein italienischer Eishockeyspieler, der seit 2018 beim italienischen Zweitligisten HC Falcons Brixen unter Vertrag steht.

## Karriere
Martin Casanova begann seine Karriere als Eishockeyspieler in der Jugendabteilung des HC Pustertal. In der Saison 2009/10 bestritt er seine ersten Meisterschaftsspiele mit Pustertals Profimannschaft in der Serie A1.
Anschließend pausierte er vier Jahre mit Eishockey auf Vereinsebene. Von 2014 bis 2018 stand Casanova für den italienischen Club HC Toblach auf dem Eis, mit dem er am Spielbetrieb der vierthöchsten österreichischen Ligastufe teilnahm. Zur Saison 2018/19 wechselte Casanova zum italienischen Zweitligisten HC Falcons Brixen.

### International
Für Italien nahm Casanova an der U18-Junioren-B-Weltmeisterschaft 2008 sowie der U20-Junioren-B-Weltmeisterschaft 2009 teil.